# Pors Grenland Fotball 2005
Questa voce raccoglie le informazioni riguardanti il Pors Grenland Fotball nelle competizioni ufficiali della stagione 2005.

## Rosa
| N. |                      | Ruolo | Calciatore             |
| -- | -------------------- | ----- | ---------------------- |
| 1  | Norvegia (bandiera)  | P     | Dag Ole Thomassen      |
| 2  | Norvegia (bandiera)  | D     | Eirik Hanssen          |
| 2  | Norvegia (bandiera)  | D     | Jørn Marius Therkelsen |
| 3  | Finlandia (bandiera) | C     | Sami Mahlio            |
| 4  | Norvegia (bandiera)  | D     | Eirik Bertheussen      |
| 5  | Norvegia (bandiera)  | D     | Knut Helge Hagen       |
| 6  | Lituania (bandiera)  | C     | Tomas Ražanauskas      |
| 6  | Norvegia (bandiera)  | A     | Tarjei Dale            |
| 8  | Norvegia (bandiera)  | D     | Marius Solberg         |
| 9  | Norvegia (bandiera)  | A     | Sandro Occhipinti      |
| 10 | Norvegia (bandiera)  | A     | Ædel Tveråen           |
| 12 | Norvegia (bandiera)  | P     | Kim Engen              |

| N. |                                 | Ruolo | Calciatore            |
| -- | ------------------------------- | ----- | --------------------- |
| 13 | Norvegia (bandiera)             | C     | John Erling Kleppe    |
| 14 | Norvegia (bandiera)             | A     | Azim Hadzalic         |
| 15 | Norvegia (bandiera)             | C     | Fredrik Nordkvelle    |
| 16 | Norvegia (bandiera)             | A     | Mats Hansen           |
| 17 | Norvegia (bandiera)             | C     | Erik Pedersen         |
| 18 | Norvegia (bandiera)             | D     | Christer Fjellstad    |
| 19 | Norvegia (bandiera)             | D     | Ulf Riis              |
| 19 | Norvegia (bandiera)             | D     | Aleksander Svanberg   |
| 19 | Norvegia (bandiera)             | C     | Jeton Petisha         |
| 20 | Bosnia ed Erzegovina (bandiera) | A     | Eldar Hadžimehmedović |
| 21 | Norvegia (bandiera)             | D     | Torkild Lorentzen     |
| 22 | Svezia (bandiera)               | A     | Olof Hvidén-Watson    |